# Justice est faite
Justice est faite é um filme de drama francês de 1950 dirigido por André Cayatte. O drama aborda o assunto da eutanásia, descrevendo um caso em que uma mulher é julgada por matar seu marido em estado terminal, a seu pedido. No Festival Internacional de Cinema de Berlim 1951 o filme ganhou um Urso de Ouro e no Festival Internacional de Cinema de Veneza 1951 ganhou o Leão de Ouro.

## Enredo
Elsa Lundenstein é acusada de ter assassinado seu marido. O júri discute o caso vividamente. Todos os membros são de alguma forma prejudicados por causa da experiência de vida pessoal e, posteriormente, cada membro lê algo diferente nos fatos apresentados.

## Elenco
- Noël Roquevert como Théodore Andrieux
- Valentine Tessier como Marceline Micoulin
- Claude Nollier como Elsa Lundenstein
- Antoine Balpêtré como o presidente do tribunal
- Raymond Bussières como Félix Noblet
- Annette Poivre como Lucienne
- Marcel Perès como Evariste-Nicolas Malingré
- Nane Germon como Marie Malingré
- Juliette Faber como Danièle Andrieux
- Jacques Castelot como Gilbert de Montesson
- Dita Parlo como Elisabeth
- Marguerite Garcya como Amélie Andrieux
- Michel Auclair como Serge Kramer
- Jean Debucourt como Michel Caudron
- Léonce Corne como o oficial de justiça do tribunal
- Marcel Mouloudji como Amadeo
- Jean d'Yd como o superior da escola religiosa
- Jean Vilar como o padre
- Robert Rollis como o garoto do hotel
- Camille Guérini como o representante de móveis
- Fernand Gilbert como Éloi Pichot
- Henri Coutet como Albert Blavette
- Jean Sylvain como um cliente do bar "Roi Soleil"
- Marcelle Hainia como Angèle Popélier
- Cécile Didier como Mademoiselle Popélier
- Jean-Pierre Grenier como Jean-Luc Favier
- Elisabeth Hardy como Béatrice Flavier
- Geneviève Morel como Hortense
- Agnès Delahaie como Nicole ou "Yvonne" Vaudrémont
- Anouk Ferjac como Denise Jouvillon
- Émile Drain como professor Dutoit
- Paul Frankeur como M. Jouvillon
- Albert Michel como o gendarme que traz a convocação para Evariste
- Roger Vincent como Albert Lavette
- Frédéric Mariotti como Édouard Pichon
- Claude Nicot como Roland
- Paul Faivre como Monsieur Michaud
- Robert Moor como professor Georges Limousin
- Lucien Pascal como advogado de Vaudrémont
- Gustave Gallet como Gaston
- Madeleine Gérôme como Madame Michaud
- Nina Myral como mãe de Beatrice
- Marie-Louise Godard como Madame de Montesson
- Colette Régis como Hortense
- Maurice Schutz como o velho consolando a garotinha
- Nicolas Amato como um jurado desafiado
- André Numès Son como o secretário de polícia
- Emile Genevois como outro servidor do "Sun King"
- Pierre Morin como o advogado de defesa
- Marcel Rouzé como o policial da facção
- Saint Saintève como um magistrado do tribunal
- Jimmy Perrys como um policial cercando o acusado
- Georges Demas como dançarino
- Jacky Blanchot como um gendarme que controla Serge Kramer
- Pierre Fresnay como a única voz, para o comentário final
- Lucien Guervil
- René Pascal
- Alain Raffaël
- Jean Claude Rameau
- Jean Morel
- Maurice Marceau
- Marcel Lestan
- Benoîte Lab
- Françoise Hornez como Monique Andrieux
- Maryse Paillet como Juliette Sedan
- Dominique Marcas
- Renée Gardès
- Henri Hennery
- Albert Malbert